# Asesinato de Alison Parrott
Alison May Campbell Parrott  (Toronto, Ontario; 28 de septiembre de 1974 - Etobicoke, Ontario; 25 de julio de 1986) fue una niña canadiense de 11 años que fue sacada de su casa por un hombre que llamó por teléfono a su domicilio. Su cadáver se encontró dos días después en una zona boscosa del parque Kings Mill, en Etobicoke.
Una década después, un análisis de vínculos ayudó a los detectives de homicidios de Toronto a relacionar las pruebas de ADN con un hombre que fue acusado del crimen. Francis Carl Roy fue declarado culpable de asesinato en primer grado el 13 de abril de 1999. Condenado a cadena perpetua, pudo optar a la libertad condicional desde 2021.

## Primeros años
Alison May Campbell Parrott nació el 28 de septiembre de 1974 en Toronto. Su padre, Peter Parrott, era ingeniero civil, y su madre, Lesley, ejecutiva de publicidad. En el momento de su asesinato, asistía a una escuela primaria de inmersión en francés y utilizaba con frecuencia el transporte público. También era corredora, miembro del club de atletismo Tom Longboat para jóvenes de 8 a 12 años. Había ganado su primera carrera en el verano de 1986, clasificándose para los Campeonatos Internacionales Juveniles de Atletismo, un encuentro juvenil de atletismo que se celebraría en Nueva Jersey el 1 de agosto. Su nombre, junto con el de otros clasificados de Toronto, se publicó en el Toronto Star.

## Desaparición
Poco antes de las 11 de la mañana del 25 de julio de 1986, Parrott recibió una llamada telefónica en su casa de Summerhill Avenue, en el centro de Toronto. Un hombre, que decía ser fotógrafo, le pidió que se reuniera con él en el Varsity Stadium de la Universidad de Toronto, donde, según dijo, le haría fotos publicitarias a ella y a sus compañeros de equipo. Alison había entrenado en el campo deportivo del Varsity Stadium el otoño anterior. No había nadie más en casa cuando Alison recibió la llamada. Alison telefoneó a su madre al trabajo y recibió permiso para asistir a la sesión de fotos. Hablaron de la ruta que seguiría y acordaron que regresaría a casa a las 14:30 horas. Cuando Alison no regresó a tiempo, sus padres esperaron hasta las 17 horas para empezar a preguntar a sus amigos y vecinos por su paradero. A las 18:00 horas, llamaron a la policía. Cientos de personas se sumaron a la búsqueda en los días siguientes. Dos días después, dos chicos que paseaban por una zona boscosa del parque Kings Mill, junto al río Humber, justo debajo de la estación de metro de Old Mill, encontraron el cadáver de Parrott: había sido atada, violada y estrangulada.
Alison fue incinerada. La tumba con sus cenizas se encuentra en el cementerio de Mount Pleasant en Toronto. Un espacio verde al sur del parque David A. Balfour, apodado «El pequeño parque», está dedicado a Parrott.

## Autoría
Francis Carl Roy (nacido el 18 de septiembre de 1957) fue interrogado por la policía durante la primera ronda de interrogatorios, ya que utilizaba las mismas instalaciones de entrenamiento que el club de atletismo de Alison, y también porque tenía antecedentes penales. Roy era un hombre de las Primeras Naciones de la isla Manitoulin. Era un ávido corredor aficionado a la fotografía y tenía antecedentes penales desde 1976, entre ellos posesión de objetos robados, hurto, fraude, agresión, allanamiento de morada y violación. En el momento del asesinato de Alison, Roy estaba en libertad condicional tras cumplir solo dos años y medio de una condena consecutiva de 11 años por las violaciones de una niña de 14 años y una adolescente de 19. Se trasladó a Vancouver en 1988 y consiguió un trabajo en el ayuntamiento como orientador juvenil, alegando que era licenciado en psicología por la Universidad de Toronto. Consiguió el trabajo sin que se comprobaran sus antecedentes. Tras verse implicado en una pelea en un bar en 1991, regresó a Toronto.
Roy dijo a los investigadores que había salido a correr y que luego se había reunido con un amigo en un bar en el momento de la desaparición de Alison. Además, cuando se encontró el cadáver de Alison el 27 de julio, Roy compareció en comisaría para confesar que había agredido a una mujer de 20 años en su apartamento dos días antes. En octubre se declaró culpable de esta agresión y se le impuso una multa de 200 dólares, más las cinco semanas que había pasado en la cárcel.
En 1989, las sospechas volvieron a recaer sobre Roy cuando un hombre detenido en Vancouver informó a la policía de que debían considerar a Roy sospechoso de los asesinatos de prostitutas en esa ciudad a principios de ese año. Roy nunca fue acusado de esos crímenes, pero los dos agentes de Vancouver que habían recibido el chivatazo no olvidaron lo que les dijeron. En 1996, transmitieron su información a la base de datos de análisis de vínculos del Sistema de Análisis de Vínculos entre Crímenes Violentos (ViCLAS) y los detectives de la división de homicidios de Toronto recogieron el expediente en el marco de una revisión de casos sin resolver. Al leer el interrogatorio policial inicial y otros informes del agente de libertad condicional de Roy, quedaron sorprendidos por las incoherencias y engaños en la historia del sospechoso. La división siguió la pista de Roy, y sus agentes recogieron su ADN de colillas usadas y de una taza de café en bares de Toronto y lo compararon con el ADN hallado en el semen del cuerpo de Alison. El 31 de julio de 1996, poco más de una década después del asesinato de Alison, Roy fue detenido.

## Juicio
Por temor a que el jurado se viera perjudicado si poseía ciertos conocimientos sobre Roy, lo que impediría su derecho a un juicio justo, el juez del caso de Roy optó por no ponerlos a disposición del jurado, citando en el proceso una decisión de 1988 de la Corte Suprema de Canadá. Entre las pruebas retenidas figuraban las dos condenas anteriores de Roy por violación, el hecho de que ambas violaciones habían sido cometidas sobre adolescentes y que una de las víctimas había sido «engañada, secuestrada y atada, de forma muy parecida a Alison».

### Defensa
Tres testigos declararon haber visto a Alison en compañía de un hombre blanco la mañana de su desaparición. La defensa afirmó que Roy no era lo suficientemente inteligente como para haber cometido el crimen. La única explicación que dio Roy a las pruebas de ADN, que hacían coincidir su semen con el encontrado en la vagina de Alison, fue que había descubierto el cuerpo desnudo de Alison mientras buscaba un lugar para orinar mientras corría por el parque. Afirmó haber sentido el impulso repentino de meterle un dedo. Como se había masturbado ese mismo día, dijo, todavía tenía semen en los dedos.

### Veredicto
Tras un mes de juicio y seis días de deliberaciones, el 13 de abril de 1999 el jurado emitió un veredicto de culpabilidad por asesinato en primer grado. Roy fue condenado a cadena perpetua automática sin posibilidad de libertad condicional durante 25 años.
En 2003, el Tribunal de Apelación de Ontario rechazó un recurso de Roy, que alegaba que la policía, en su interrogatorio, le había negado su derecho a guardar silencio.

## Stay Alert... Stay Safe
En mayo de 1987, Lesley Parrott, con la ayuda de sus compañeros de la agencia de publicidad en la que trabajaba, lanzó en todo Canadá el programa Stay Alert... Stay Safe. Dirigido a niños de siete a diez años, el objetivo principal del programa era afinar los instintos de los niños ante situaciones peligrosas, ya fuera en casa o en cualquier otro lugar.
Tanto Alison como su hermano menor habían asistido el año anterior a su asesinato a un seminario de «seguridad en la calle» de un día de duración, en el que los niños pequeños reciben instrucciones sobre cómo «evitar a posibles agresores y secuestradores».

## Documentales sobre el caso
El cuarto episodio de la primera temporada de Cold Case Files, titulado «Answer in the Box; Maternal Instinct» (1999), sigue la desaparición de Alison y la posterior investigación del crimen.
«Killer in a Box» (1999) fue el segundo episodio de la tercera temporada de Exhibit A: Secrets of Forensic Science, un programa de televisión documental canadiense, presentado por Graham Greene, que revisitaba casos criminales.
El asesinato de Parrott fue uno de los casos examinados en el documental de 2007 Forgiveness: Stories For Our Time.